# Stara Gajka
Stara Gajka – niewielki, bystry potok w paśmie Równicy w Beskidzie Śląskim, lewobrzeżny dopływ Leśnicy. Długość ok. 1,2 km. Płynie w całości na terenie Brennej.
Źródła na wysokości ok. 655 m n.p.m. pod głównym grzbietem pasma Równicy w rejonie przysiółków Zaprzelina i Świniorka. Spływa głęboko wciętą, zalesioną dolinką w kierunku północno-wschodnim. Na wysokości ok. 460 m n.p.m. uchodzi do Leśnicy na wysokości szkoły w Brennej Leśnicy, tuż poniżej osiedla Kępkowy.